# Портреты в колючей раме
«Портреты в колючей раме» — автобиографическое произведение советского поэта и диссидента Вадима Делоне, в котором он описывает своё заключение в 1968–1971 годах будучи осуждённым за антивоенную демонстрацию на Красной площади в 1968 году. Впервые отдельное издание книги была опубликовано в 1984 году уже после смерти автора. За книгу автор был посмертно награждён иммигрантской литературной премией имени Даля.

## Публикация
Впервые отдельное полное издание книги на русском языке с предисловиями Зинаиды Шаховской и Владимира Буковского состоялось уже после смерти Вадима Делоне в 1984 году в лондонском иммигрантском издании Overseas Publications Interchange. В обложке издания использован постер Бориса Мухаметшина «Памяти миллионов».
В России «Портреты в колючей раме» с предисловием академика Александра Александрова печатались в 1991 году в Санкт-петербургском литературном журнале «Аврора» и в 1992 году напечатаны отрывки в 4-м выпуске независимого литературного альманаха «Конец века». Первое отдельное полное издание вместе с отдельными стихам вышло в свет в России в 1993 году в Омске. В 2013 году книга была переиздана издательством Ad Marginem.
Впервые на английском книга опубликована в 2019 году в переводе Анны Такер, её обложка повторяет обложку первого русскоязычного издания.

## Содержание
Эта книга Вадима Делоне — единственное написанное им большое прозаическое произведение. Это сборник очерков, в которых автор ярко изобразил личности и характеры своих солагерников и взаимоотношения с ними. На страницах этой небольшой книги Делоне рассказывает о судьбах встреченных автором заключённых Лефортовской тюрьмы, попутчиков по пересылке, заключённых и надзирателей тюменской колонии, с которыми автор познакомился в лагере. Герои книги Делоне — авторитетные уголовники, обычные проворовавшиеся или оклеветанные мужики, бичи. В тексте книги много стихов автора, написанных им в заключении.

## Отзывы
В предисловии к первому изданию советский диссидент Владимир Буковский так описал произведение Делоне: «…не мемуары, не трактат о лагерной жизни, а скорее, зарисовки, наброски, новеллы, в которых автор живо и выпукло обрисовал характеры, нравы и отношения своих солагерников, передал саму психологическую атмосферу лагерной жизни, с той последней честностью, когда за каждую строку платишь кровью души».
Публицист Андрей Пионтковский назвал книгу страшной: «Поэт, сошедший в ад через много лет после Варлама Шаламова в постсталинской России, согласился с автором „Колымских рассказов“. Лагерь был негативным опытом. Лагерь никогда не мог никого научить чему-либо позитивному». Пионтковский охарактеризовал книгу как вершину литературного и философского творчества Вадима Делоне.
Обозреватель Коммерсантъ Weekend Игорь Гулин назвал «Портреты в колючей раме» важным текстом диссидентского тамиздата. По его оценке, это не вполне мемуары, а проза «с тонко просчитанной композицией и вполне чёткой концепцией». Гулин пишет, что «Портреты» устроены как авантюрный роман и называет книгу остроумной и довольно смешной. Сравнивая её с корпусом советских лагерных текстов, обозреватель делает вывод, что она ближе к «Зоне» Сергея Довлатова, несмотря на то, что Делоне находился по другую сторону колючей проволоки.
Афиша Daily в своей подборке 10 главных диссидентских книг так описывает текст Делоне: «Правда, идеалы и «весёлые» тюремные истории от молодого человека, чья жизнь могла сложиться совершенно безоблачно, если бы не выбор совести».

## Награды
В 1984 году книга «Портреты в колючей раме» была награждена премией имени Даля, уже после смерти автора.

## Издания
- Вадим Делоне. Портреты в колючей раме. — West Germany: Overseas Publications Interchange Ltd, 1984. — 217 с. — ISBN 0-903868-86-5.
- Вадим Делоне. Портреты в колючей раме: роман. Стихи.. — Омск: ИПК Омич, 1993. — 255 с. — ISBN 978-5-90017-963-6.
- Вадим Делоне. Портреты в колючей раме. — М.: Ad Marginem, 2013. — 296 с. — ISBN 978-5-91103-150-3.
- Vadim Delaunay. Portraits in a Barbed Wire Frame. — Boston: M•Graphics Publishing, 2019. — 274 p. — ISBN 978-1-95031-904-6.